# اچ‌ام‌اس امبوش (پی۴۱۸)
اچ‌ام‌اس امبوش (پی۴۱۸) (به انگلیسی: HMS Ambush (P418)) یک زیردریایی بود که طول آن ۲۹۳ فوت ۶ اینچ (۸۹٫۴۶ متر) بود. این زیردریایی در سال ۱۹۴۵ ساخته شد.